# King for a Day... Fool for a Lifetime
King for a Day... Fool for a Lifetime es el quinto álbum de estudio de la banda Faith No More, lanzado en 1995. Es el primer disco grabado sin su guitarrista Jim Martin. El disco exhibió una extensa variedad más allá de las típicas inclinaciones de la banda al heavy metal, en lo que Rolling Stone se refirió al resultado como una "mezcla de géneros". El disco sacó tres sencillos: "Digging the Grave", "Ricochet" y "Evidence".
Tras la partida de Martin, se incorporó a Trey Spruance para tocar en el álbum, además de haber tocado junto a Mike Patton en Mr. Bungle. La producción del disco fue obstaculizada por el accidente automovilístico que sufrió la banda, y por la ausencia del tecladista Roddy Bottum, quien estaba afectado por las muertes de su padre y de Kurt Cobain, cuya esposa era amiga cercana de Bottum. Spruance fue reemplazado por el exroadie de la banda Dean Menta. Sin embargo, Spruance tocó en vivo con Faith No More por primera vez en noviembre de 2011, tocando el álbum en su totalidad durante un concierto en Chile.
La recepción crítica del disco ha sido mixta, y algunos críticos han valorado negativamente la inclusión en el mismo de géneros variados.

## Producción

### Antecedentes
Tras lanzar Angel Dust en 1992, el siguiente proyecto de Faith No More fue una colaboración con Boo-Yaa T.R.I.B.E., contribuyendo al sencillo "Another Body Murdered" a la banda sonora de la película Judgement Night de 1993. Esta grabación sería la primera de la banda sin el guitarrista Jim Martin, con el bajista Billy Gould tocando las partes de guitarra en su lugar. Martin empezó a ausentarse de las sesiones de práctica con la banda durante las grabaciones de Angel Dust, sintiéndose insatisfecho con las nuevas direcciones musicales; también por ese periodo dejó de escribir nueva música.
Martin fue despedido de la banda luego ese año debido a diferencias musicales, vía un fax del tecladista Roddy Bottum; y el guitarrista de Mr. Bungle Trey Spruance fue traído para grabar el siguiente álbum. No obstante, Spruance dejó la banda antes de la siguiente gira y fue reemplazado por el roadie de la banda, Dean Menta. Las razones dadas por el cambio difieren -- la banda dice que Spruance no estaba dispuesto a dedicarse a hacer una larga gira en apoyo al disco, mientras que Spruance dice que nunca fue intencionado ser un integrante permanente en primer lugar. Roddy Bottum también dice haberse ausentado durante este periodo, en parte por las muertes de su padre y Kurt Cobain, cuya esposa Courtney Love era una amiga cercana de Bottum además de ser una de los cantantes temporales de la banda antes de que Chuck Mosley se uniera. La ausencia de Bottum llevó a que el disco fuera realizado en su mayoría sin teclados. Alrededor de la grabación del álbum en 1994, Mike Patton también se casó con una mujer italiana llamada Cristina Zuccatosta.

### Grabación
King for a Day... Fool for a Lifetime fue grabado en Bearsville Studios, en Woodstock, Nueva York, haciéndolo el primer y único álbum de Faith No More en no ser grabado en su nativo Norte de California. Gould ha descrito la remota ubicación del estudio como una forma de "deprivación sensorial". Escribir y ensayar las canciones del disco llevó de ocho a nueve meses, aunque la mitad de este tiempo también se empleó en la búsqueda de un reemplazo para Martin. La grabación del disco se prolongó unos tres meses más, para lo cual la banda contrató al productor Andy Wallace. Wallace -- sin parentesco con su productor anterior Matt Wallace -- había trabajado previamente con Sonic Youth, Nirvana y Slayer. Bottum dijo que la combinación de Wallace y Spruance como dos nuevas influencias ayudó a crear "una especie de sensación como de qué demonios iba a pasar, de que todo quedaba en el aire" mientras grababan.
Según el cantante Mike Patton, la banda sufrió un accidente de tránsito durante las grabaciones del álbum, mientras que Patton manejaba. Spruance y el baterista Mike Bordin también estaban involucrados, y Patton dijo haber "tenido muchas cosas en la cara" como resultado. La banda utilizó arte de la novela gráfica Flood de Eric Drooker para el arte de la portada del disco y la de sus sencillos.

## Lista de canciones
1. "Get Out" – 2:17 (música & letras: Patton)
2. "Ricochet" – 4:28 (música: Gould/Bordin/Patton; letras: Patton)
3. "Evidence" – 4:53 (música: Gould/Bordin/Spruance; letras: Patton)
4. "The Gentle Art of Making Enemies" – 3:28 (música: Gould/Bordin/Patton; letra: Patton)
5. "Star A.D." – 3:22 (música : Gould/Bordin/Patton; letras: Patton/Gould)
6. "Cuckoo for Caca" – 3:41 (música: Gould/Patton/Spruance; letras: Patton)
7. "Caralho Voador" – 4:01 (música & letras: Gould/Patton/Bordin)
8. "Ugly in the Morning" – 3:06 (música: Patton/Spruance ;letras: Patton)
9. "Digging the Grave" – 3:04 (music: Gould/Bordin/Patton; letras: Patton)
10. "Take This Bottle" – 4:59 (música: Gould; letras: Patton/Gould)
11. "King for a Day" – 6:35 (música: Gould/Bottum/Bordin/Patton/Spruance; letras: Patton)
12. "What a Day" – 2:37 (música: Patton/Spruance; letras: Patton)
13. "The Last to Know" – 4:27 (música: Gould/Patton/Bordin; letras: Patton)
14. "Just a Man" – 5:35 (música: Gould/Bottum; letras: Gould/Spruance/Patton)

## Personal
- Mike Patton: vocalista
- Billy Gould: bajo
- Mike Bordin: batería
- Roddy Bottum: teclados, coros, guitarra rítmica (en "Digging the Grave")
- Trey Spruance: guitarra

- Producido por Andy Wallace y Faith No More
- Mezclado por Andy Wallace
- Grabado por Clif Norrell y Andy Wallace
- Dirección de carrera: Warren Entner y John Vassilou

## Posiciones en listas musicales

### Álbum
| Año  | Álbum                                 | Lista               | Posición |
| ---- | ------------------------------------- | ------------------- | -------- |
| 1995 | King for a Day... Fool for a Lifetime | The Billboard 200   | N.º 31   |
| 1995 | King for a Day... Fool for a Lifetime | German Album Charts | N.º 08   |